# Ward Janssens
Ward Janssens, geboren als Eduard Janssens (18 januari 1946), is een voormalig Belgisch wielrenner.

## Levensloop en carrière
Janssens werd prof in 1968. In dat jaar won hij een etappe in de Ronde van Oostenrijk. In 1971 won hij de GP Briek Schotte en in 1975 de Leeuwse Pijl. In de Ronde van Frankrijk eindigde hij in het eindklassement tweemaal in de top tien.

## Palmares

### Overwinningen
1968
1e etappe Ronde van Oostenrijk
1971
Vilvoorde-Houtem
GP Briek Schotte
1973
4e etappe Ronde van België
6e etappe deel B (TTT) Ronde van Spanje (met Molteni)
GP Beeckman
1974
6e etappe deel B (TTT) Ronde van Frankrijk (met Molteni)
1975
Leeuwse Pijl
1977
7e etappe deel B (TTT) Ronde van Frankrijk (met Fiat France)

### Resultaten in voornaamste wedstrijden
| Jaar | Ronde van Italië | Ronde van Frankrijk | Ronde van Spanje |
| ---- | ---------------- | ------------------- | ---------------- |
| 1969 |                  | 40e                 |                  |
| 1970 |                  |                     |                  |
| 1971 |                  | 75e                 |                  |
| 1972 |                  | 10e                 |                  |
| 1974 |                  | 22e                 |                  |
| 1975 |                  | 9e                  |                  |
| 1977 |                  | 17e                 |                  |
| 1978 |                  | 16e                 |                  |

| Jaar | Milaan-San Remo | Gent-Wevelgem | Ronde van Vlaanderen | Amstel Gold Race | Luik-Bast.‑Luik |
| ---- | --------------- | ------------- | -------------------- | ---------------- | --------------- |
| 1969 |                 |               |                      | 25e              | 24e             |
| 1970 |                 | 26e           | 28e                  |                  | 25e             |
| 1971 |                 |               | 73e                  |                  |                 |
| 1972 |                 | 105e          | 20e                  | 13e              | 16e             |
| 1974 | 26e             |               | 58e                  |                  | 31e             |
| 1975 |                 |               |                      | 21e              | 42e             |
| 1977 |                 |               |                      |                  |                 |
| 1978 |                 |               |                      |                  |                 |

## Ploegen
- 1969: Mercier-BP-Hutchinson
- 1970: Fagor-Mercier
- 1971: Flandria-Mars
- 1972: Van Cauter-Magniflex-de Gribaldy
- 1973-1976: Molteni
- 1977: Fiat France
- 1978: C&A
- 1979: Flandria - Ca-Va Seul - Sunair

Wielerploegen van Ward Janssens
Beugels ·
Campaner ·
Chappe ·
Charbonneau ·
Cools ·
D. Ducreux ·
F. Ducreux ·
Genet ·
Guimard ·
Guimbard ·
Hiddinga ·
Hoban ·
Janssens ·
Labourdette ·
Lemeteyer ·
Omloop ·
Peelman ·
Perin · 
Poulidor ·
Ricci ·
Riotte ·
Robini ·
Seurin ·
Sohier ·
Van Lancker ·
Van Roosbroeck ·
Vidament ·
Volkaert ·
Yppersiel
Biville ·
Briend ·
Cadiou ·
Campaner ·
Chappe ·
Dupuch ·
Errandonea ·
Genet ·
Goossens ·
Grelin ·
Guimard ·
Harrison ·
Hiddinga ·
Janssens ·
Jourden ·
Labourdette ·
Matignon ·
Ménard ·
Mourioux ·
Peelman ·
Perin · 
Perurena ·
Pommier · 
Poulidor ·
Proust ·
Rabaute ·
Van Lancker ·
Van Roosbroeck ·
Wolfshohl
Baert (vanaf 01/03) ·
Bens (vanaf 25/08) ·
Bravenboer ·
Bruggeman (vanaf 25/08) ·
Claes (vanaf 04/02) ·
David ·
De Clercq ·
De Boever ·
De Muynck ·
E. De Vlaeminck ·
R. De Vlaeminck ·
Dedeckere ·
Demeyer (vanaf 15/09) ·
Devos ·
Dolman ·
P. In 't Ven ·
W. In 't Ven ·
Janssens ·
Knockaert (vanaf 27/05) ·
Leman ·
van Leeuwen ·
Lievens ·
Loysch ·
Monseré  (tot 15/03) ·
Müddemann ·
Nassen ·
Nuelant ·
Schütz ·
Spannagel (vanaf 05/08) ·
Staes ·
Tabak · 

Van Damme ·
Van De Wiele (vanaf 25/08) · 
Van der Slagmolen ·
Van Neste ·
Van Olmen (vanaf 25/08) ·
Vanmarcke ·
Verplancke ·
Zoetemelk
Bellini ·
Bruyère ·
Deschoenmaecker ·
Di Lorenzo ·
Huysmans ·
In 't Ven ·
Janssens ·
Lievens ·
Martin ·
Merckx ·
Mintjens ·
Parecchini ·
Rottiers ·
Spileers ·
Spruyt ·
Swerts ·
Van Braeckel ·
Van Den Bossche ·
Van Der Linden ·
Van Schil
Berckmans ·
Bruyère ·
De Buysschere ·
Deschoenmaecker ·
Delcroix ·
Huysmans ·
Janssens ·
Lievens ·
Martin ·
Merckx  ·
Mintjens ·
Rosiers ·
Rottiers ·
Spileers ·
Spruyt ·
Van Braeckel ·
Van Schil ·
Van Vlierberghe
Berckmans ·
Beyssens ·
Bruyère ·
De Buysschere ·
Deschoenmaecker ·
Delcroix ·
Huysmans ·
Janssens ·
Kaye ·
Lievens ·
Merckx  ·
Mintjens ·
Rottiers ·
Spruyt ·
Van Hoof ·
Van Looy ·
Van Schil
Bal ·
Berckmans ·
Borguet ·
Bruyère ·
De Beule ·
Deschoenmaecker ·
Delcroix ·
Draux ·
Huysmans ·
Janssens ·
Kaye ·
Lievens ·
Merckx ·
Mintjens ·
Rottiers ·
Spruyt ·
Swerts ·
Van Looy ·
Van Schil
Bal ·
Bouloux ·
Bruyère ·
De Beule ·
Deschoenmaecker ·
Delcroix ·
Draux ·
Huysmans ·
Janssens ·
Martin ·
Merckx ·
Mintjens ·
Molinéris ·
Rottiers ·
Sercu · 
Swerts
Bruyère ·
De Beule ·
Deschoenmaecker ·
Dillen ·
Janssens ·
Laurens ·
Loos ·
Martens ·
Martin ·
Merckx (tot 17/05) ·
Mintkiewicz ·
Walter Planckaert ·
Willy Planckaert ·
Schepers ·
Van Calster · 
F. Van Impe ·
L. Van Impe
Agostinho ·
Assez ·
Bonnet ·
Bittinger ·
Bruyère ·
Ceulemans ·
De Roo ·
Deschoenmaecker ·
Demeyer ·
Desruelle ·
H. Devos ·
P. Devos ·
Hendrickx ·
Janssens ·
Leman ·
Maertens ·
Mariotti ·
Martens ·
Michaud ·
Rogge ·
Thévenard · 

H. Van der Slagmolen ·
M. Van der Slagmolen ·
Van Dessel ·
Van Vlierberghe ·
Verfaillie ·
Verplancke ·
Verschuere ·
Vigneron